# Вињале-Санта Маргерита (Потенца)
Вињале-Санта Маргерита (итал. Vignale-Santa Margherita) је насеље у Италији у округу Потенца, региону Базиликата.
Према процени из 2011. у насељу је живело 429 становника. Насеље се налази на надморској висини од 576 м.